# 小行星20855
小行星20855（20855 Arifawan）是一颗绕太阳运转的小行星，为主小行星带小行星。该小行星于2000年11月1日发现。

## 轨道参数
小行星20855的轨道半长轴为2.2761970 UA，离心率为0.168。